# Erithalis vacciniifolia
Erithalis vacciniifolia är en måreväxtart som först beskrevs av August Heinrich Rudolf Grisebach, och fick sitt nu gällande namn av Charles Wright. Erithalis vacciniifolia ingår i släktet Erithalis och familjen måreväxter. Inga underarter finns listade i Catalogue of Life.